# Louis Maurer (Lithograf)

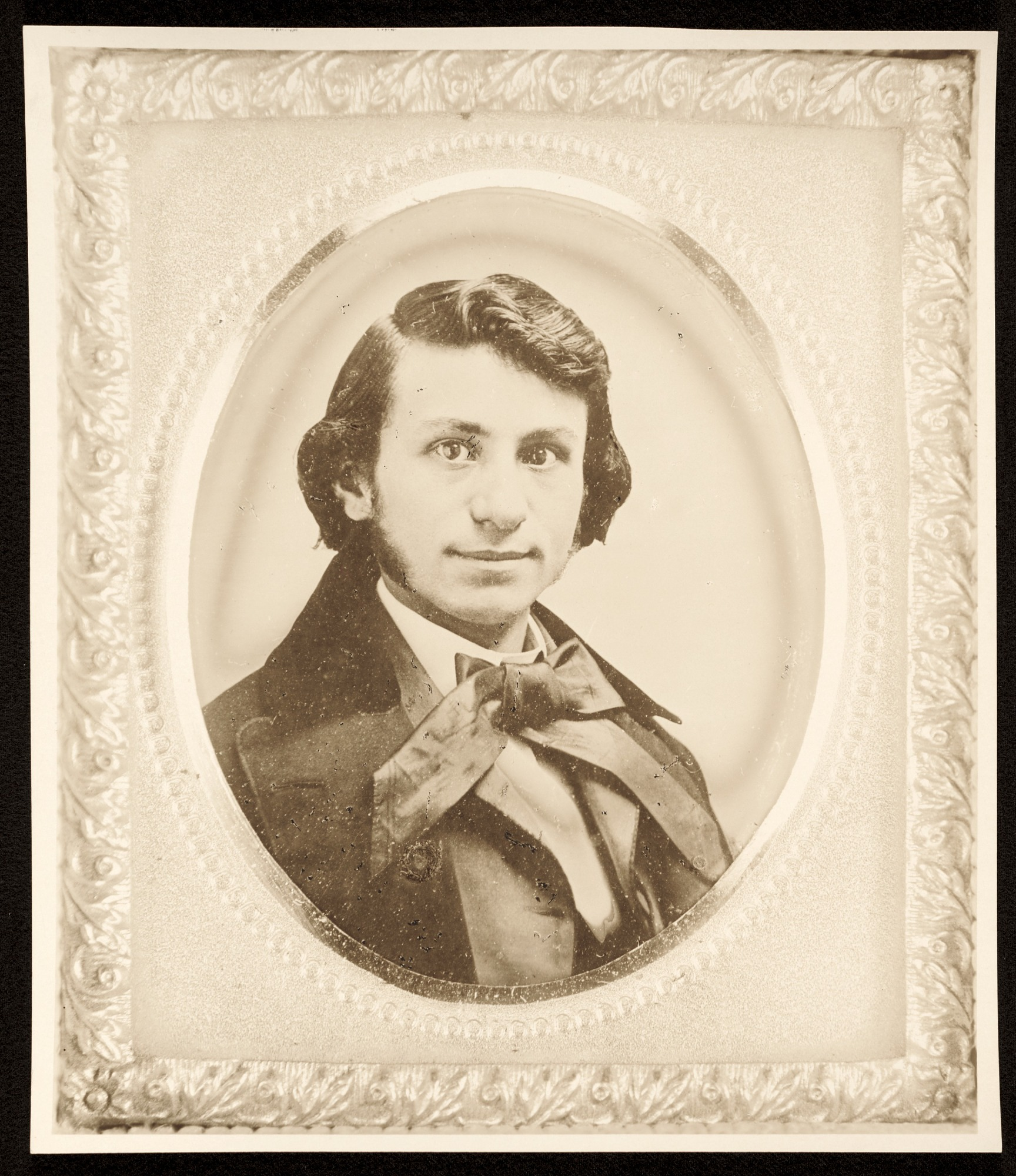
Louis Maurer

Louis Maurer (* 21. Februar 1832 in Biebrich; † 19. Juli 1932 in New York City) war ein deutschamerikanischer Lithograf, Maler und Fotograf.

## Leben
Maurer wurde in Biebrich bei Wiesbaden in Deutschland geboren. Er war das älteste von fünf Kindern. Weil er gerne zeichnete, wurde er in Mainz zu einem Lithografen in die Lehre gegeben. Diese Lehre musste er jedoch abbrechen, da sein Vater ihn in seiner Tischlerei brauchte. Die Familie Maurer beschloss, nach Amerika auszuwandern. Im August 1851 erreichten sie New York. Wegen seines Talentes fand Louis sofort Arbeit als Holzschneider.
1852 begann als er als Lithograf bei der Firma T. W. Stark in der Nassau Street in New York. Dort residierten auch Currier and Ives, damals die bekanntesten Produzenten populärer, dekorativer Lithografien. Maurer wurde unverzüglich für einen Wochenlohn von 12 Dollar abgeworben.
Um heiraten zu können, wechselte er nach acht Jahren in eine doppelt so hoch bezahlte Stelle bei Major & Knapp. 1860 konnte er Louisa Stein heiraten. Sie hatten drei gemeinsame Kinder: Charles, Alfred Henry und Eugenia. Alfred Henry wurde Maler und gehörte zur Künstlergruppe um Alfred Stieglitz.
Während des amerikanischen Bürgerkrieges arbeitete Maurer als Ausbilder für Schützen in Palisades Park. Später machte er sich selbstständig mit der Lithografie-Firma Heppenheimer & Maurer. 
Erst im Alter von 50 Jahren begann Maurer ein Kunststudium, zunächst an der Gotham Kunstakademie und später an der National Academy of Design bei dem „amerikanischen Impressionisten“ William Merritt Chase. 1884 ging er in den Ruhestand. Seinen Lebensabend verbrachte er mit Malen und seinen Hobbys Reiten und Schießen.

## Werke
Louis Maurer hat insgesamt über 100 populäre und dekorative Bilder geschaffen. Damit gehört er zu den produktivsten Künstler bei Currier and Ives. Sein erfolgreichster Bilderzyklus Life of a Fireman begründete den Heldenmythos des Berufes des Feuerwehrmannes. Beliebt waren auch seine Darstellungen von Pferderennen, des Farmlebens und der amerikanischen Pionierzeiten.
Die Auflagenhöhe seiner Werke ist nicht bekannt, seine Lithographien erzielen jedoch auf dem Kunstmarkt Preise bis 10.000 Dollar. Sein künstlerischer Nachlass wurde 1935 von der American Antiquarian Society erworben und umfasst 95 Zeichnungen, Aquarelle, Ölskizzen und 38 gebrauchsgrafische Arbeiten.

### Bilder

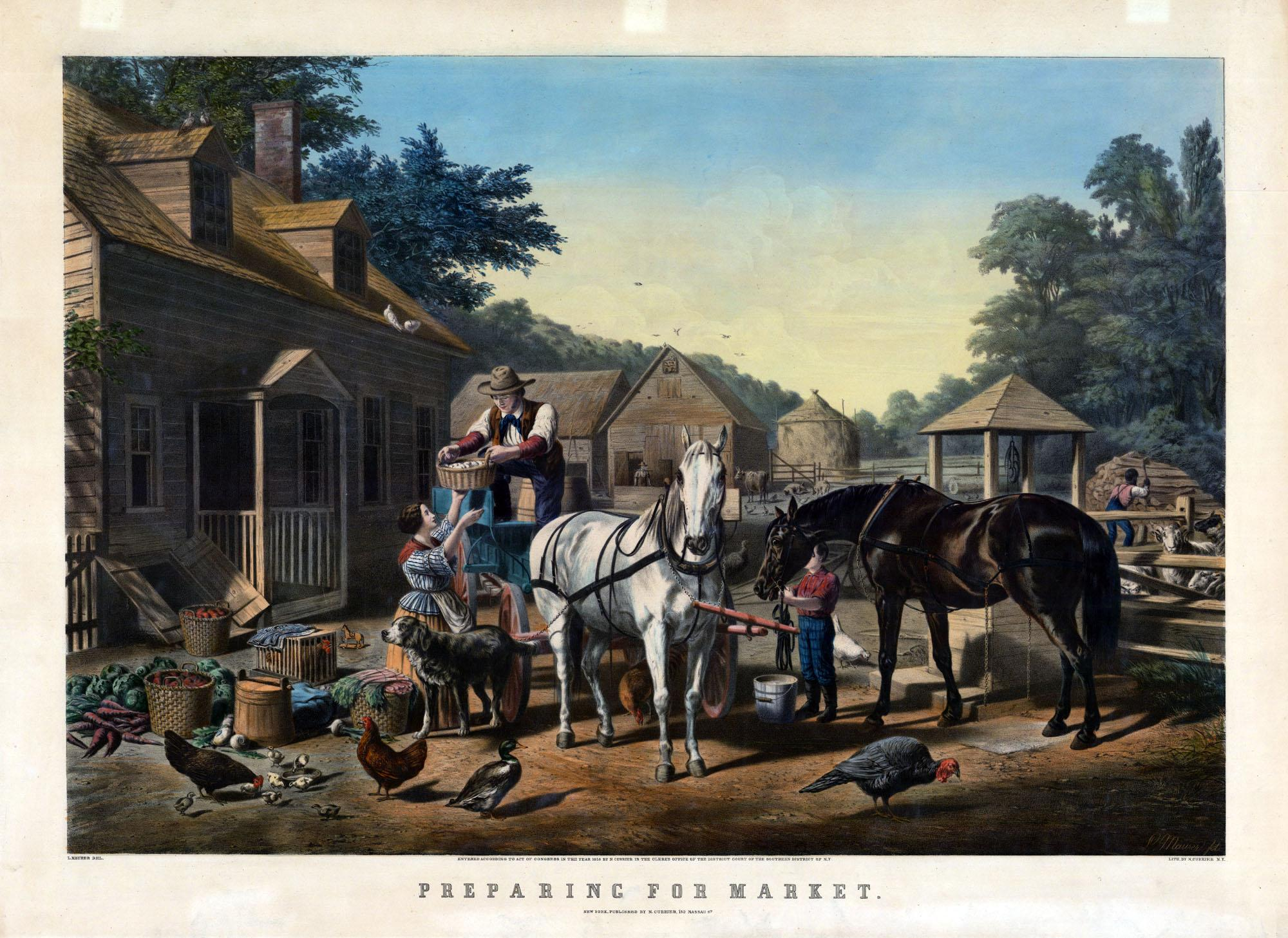
Preparing for Market
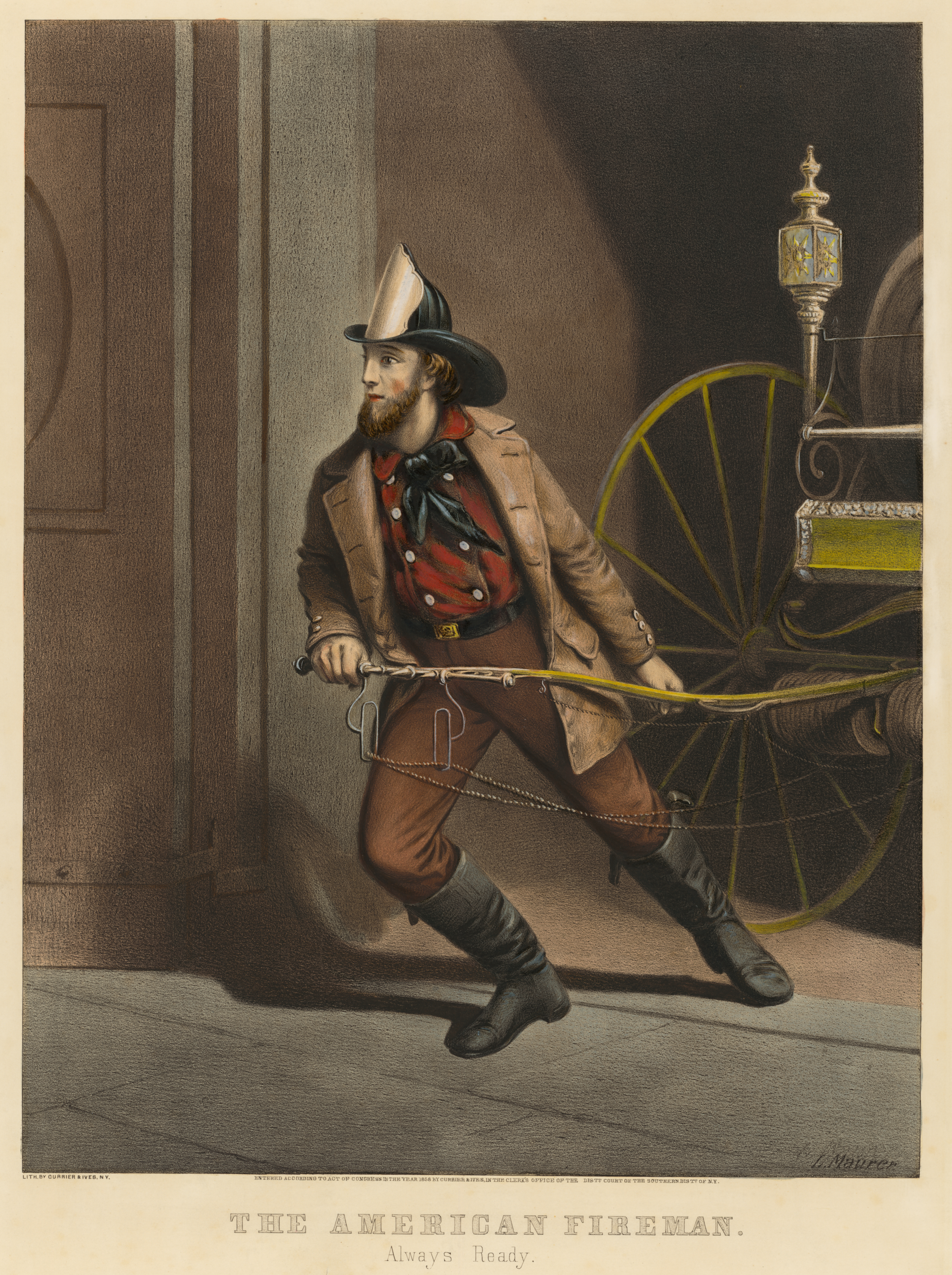
The American Fireman
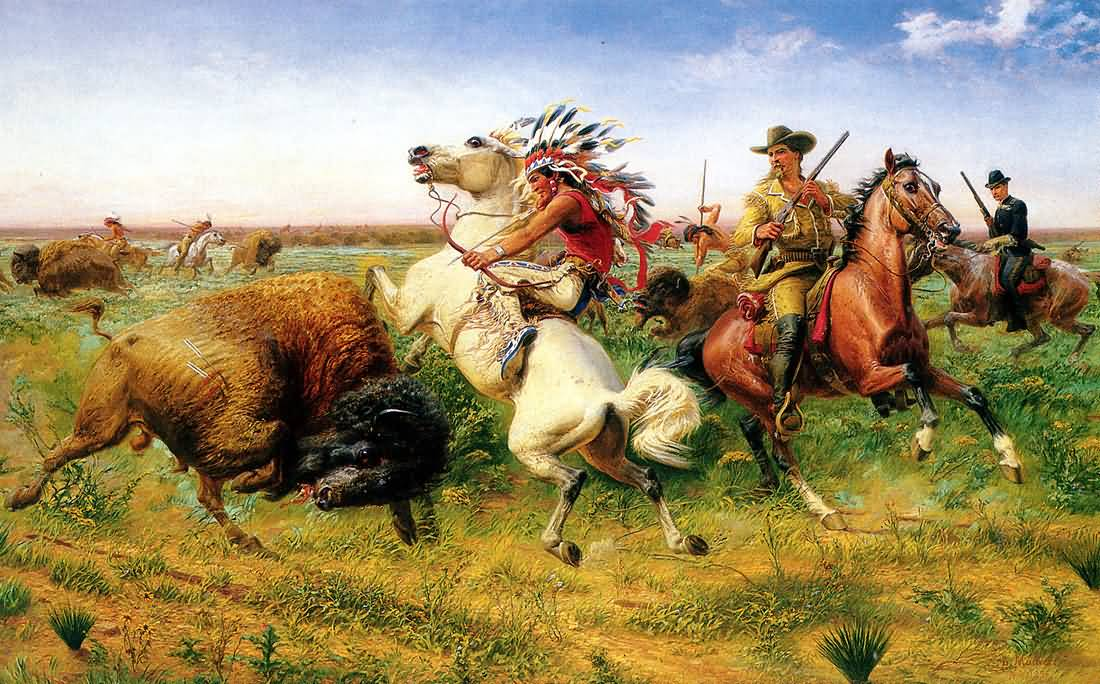
The Great Royal Buffalo Hunt – 1895

### Kunsthistorische Einordnung
Obwohl Maurer an der Schwelle zur Moderne lebte, ist seine Kunst von Modernismen unberührt. Sein Blick auf die Gesellschaft seiner Zeit war nüchtern, aber auch idealisierend: Sozialkritik war nicht sein Thema. Seine Darstellung des amerikanischen Alltags war ästhetisch dem Naturalismus des 19. Jahrhunderts verpflichtet, nur selten ins heroische oder nationale Pathos überhöht, zum Beispiel wenn sie das Heldentum der Feuerwehren idealisiert oder die Freiheiten der Pionierzeiten romantisiert. Dabei kam er völlig ohne Kitsch aus.
Umso mehr beeinflusste die Moderne dann seinen Sohn Alfred, der 1897 nach Paris reist, sich dort zum Fauvismus, zum Kubismus und dann zur Abstraktion hinwandte. Louis Maurer war damit nicht einverstanden und zwang seinen Sohn 1914, nach New York zurückzukehren, indem er ihm die Mittel strich. Dort lebten die beiden Künstler aus zwei antagonistischen Welten in einem Haus zusammen. Die Zäsur der Moderne führte über den Generationenkonflikt zu einer unauflösbaren Schicksalsgemeinschaft. Als der Vater 1932 hundertjährig starb, beging der Sohn Suizid. 